# Jules Poswick
Pour les autres membres de la famille, voir Famille Poswick.
Marie Joseph François Jules Poswick (Hodimont, 4 février 1837 - Limbourg, 27 mai 1905) est un homme politique belge.

## Biographie
Jules Poswick est le fils de Prosper Poswick (1803-1879), lieutenant-colonel de la 2e légion de la garde civique de Verviers, bourgmestre de Hodimont, conseiller communal de la ville de Limbourg et chevalier de l'ordre de Léopold, et de Marie de Thier. Il épouse Marie-Félicie Simonis (1836-1913), sœur du président du Sénat Alfred Simonis.
Ingénieur et juge au tribunal de commerce de Verviers, il devient conseiller communal de la ville de Verviers, puis échevin des Travaux publics de cette même ville.
En 1898, il devient membre de la Chambre des représentants, pour l'arrondissement de Verviers.
Il sera fait chevalier de l'ordre de Léopold.
Chasseur passionné, il est également un grand amateur d'art et antiquités.